# Dar Alcuti
Dar Alcuti (al Kuti; em francês: Dar el-Kouti) foi um estado islâmico no centro e noroeste da atual República Centro-Africana que existiu de cerca de 1830 até o ano de 1911 ou 1912.  Por volta de 1800, o nome Dar Alcuti foi dado a um trecho da fronteira ao sudoeste do Império de Uadai, um sultanato na região do Lago Chade . O termo "dar" significa "morada" em árabe, enquanto o termo "kuti" na língua local denota uma floresta ou área densamente arborizada. 

### História

#### Origens e o governo de Jugultum (c.1830-1870)

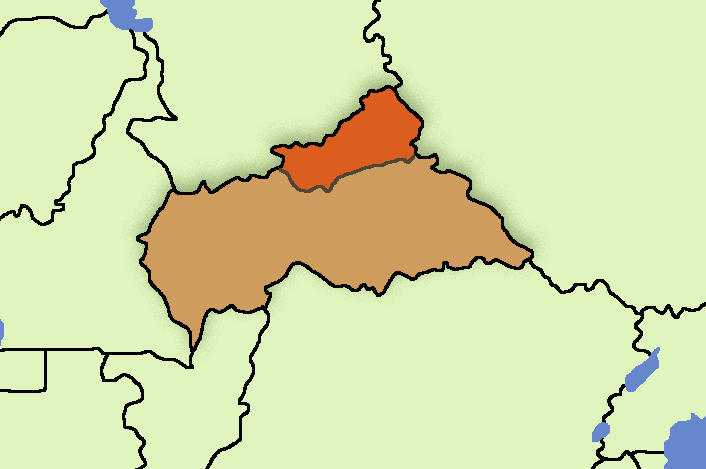
As fronteiras aproximadas do Sultanato em 1896, em laranja, dentro da moderna República Centro-Africana

Tanto o Império Uadai quanto seu vizinho ocidental, o Sultanato de Baguirmi (1522-1897) enviavam periodicamente expedições escravizadoras para as terras dos Sara, um povo nilótico ao sul do Chade. No início do século XIX, essas expedições chegaram à atual República Centro-Africana. Naquela época, o governante de Baguirmi era Burgomanda, que tinha dois filhos, Abdelcáder e Jugultum. Quando Abdelcáder se tornou sultão em 1826, ele tentou distanciar seu irmão do poder, fazendo com que Jugultum fugisse para Uadai.  :65
O calaque (sultão) de Uadai enviou Jugultum para o Sultanato de Dar Runga, governado por Boquer, um sultão que era seu tributário. Dar Runga se situava em uma região de fronteira militar entre os rios Azum e Aouk. Jugultum casou-se com Fatme, filha do sultão, e em 1830 se estabeleceu em uma região ainda mais ao sul, Bilade Dar Alcuti, uma zona alvo de frequentes expedições escravizadoras ao sul do rio Auque. Bilade Dar Alcuti, ou Dar Dar Alcuti, tornou-se uma região tributária de Dar Runga, que por sua vez permaneceu um tributário de Uadai.  :65
A localidade de Chá, nas margens do rio Diangara, um afluente do Aouk, tornou-se a capital desta nova província e Jugultum foi nomeado por Uadai como governador de Dar Dar Alcuti, que gozava de um alto grau de independência. As datas de seu reinado (1830-1870) provavelmente não são exatas, mas ele foi o primeiro governador de Dar Dar Alcuti. Seu território compreendia quatorze aldeias (um número que provavelmente representa apenas seus assentamentos mais significativos) e podia ser percorrido em dois dias de leste a oeste, indicando a pequena dimensão de seu território. 

### O governo de Cobur (c.1870-1890)
No final da década de 1860 ou no início da década de 1870, um respeitado comerciante e jurista islâmico chamado Cobur foi nomeado governador de Dar Alcuti (de acordo com algumas fontes, ele era filho de Jugultum).  Sua riqueza e poder provavelmente derivavam do comércio de marfim. Durante seu governo, grupos de cavaleiros Uadai apareciam em Dar Alcuti de tempos em tempos para coletar tributos do governador,  e escravos das regiões dos povos anducas e bandas, que faziam fronteira com o domínio de Cobur. Cobur teve o cuidado de manter boas relações tanto com os maiores reinos muçulmanos ao norte, quanto com seus vizinhos não muçulmanos, os anducas. Dar Alcuti participou do comércio de escravos de forma limitada, mas não ocorreram ataques em grande escala na época de Cobur. 
A maior ameaça à Dar Alcuti era representada por Rabi Azubair, um senhor da guerra  sudanês e comerciante de escravos que atuava nas regiões central e nordeste da moderna República Centro-Africana, capturando muitos dentre o povo Banda. Em 1874, os tenentes de Rabi tomaram a capital de Cobur, Chá, e no ano seguinte ele foi atacado no outro flanco pelo povo Banda. Em 1880, Rabi concordou em parar seus ataques contra Dar Alcuti em troca de passagem livre por suas terras para atacar os Banda, mas ainda que suas tropas não fossem mais abertamente hostis ao sultão de Dar Alcuti, sua presença o transformaram em um governante fantoche do comerciante de escravos sudaneses.  :112

### O governo de Maomé Assanussi (1890-1911)

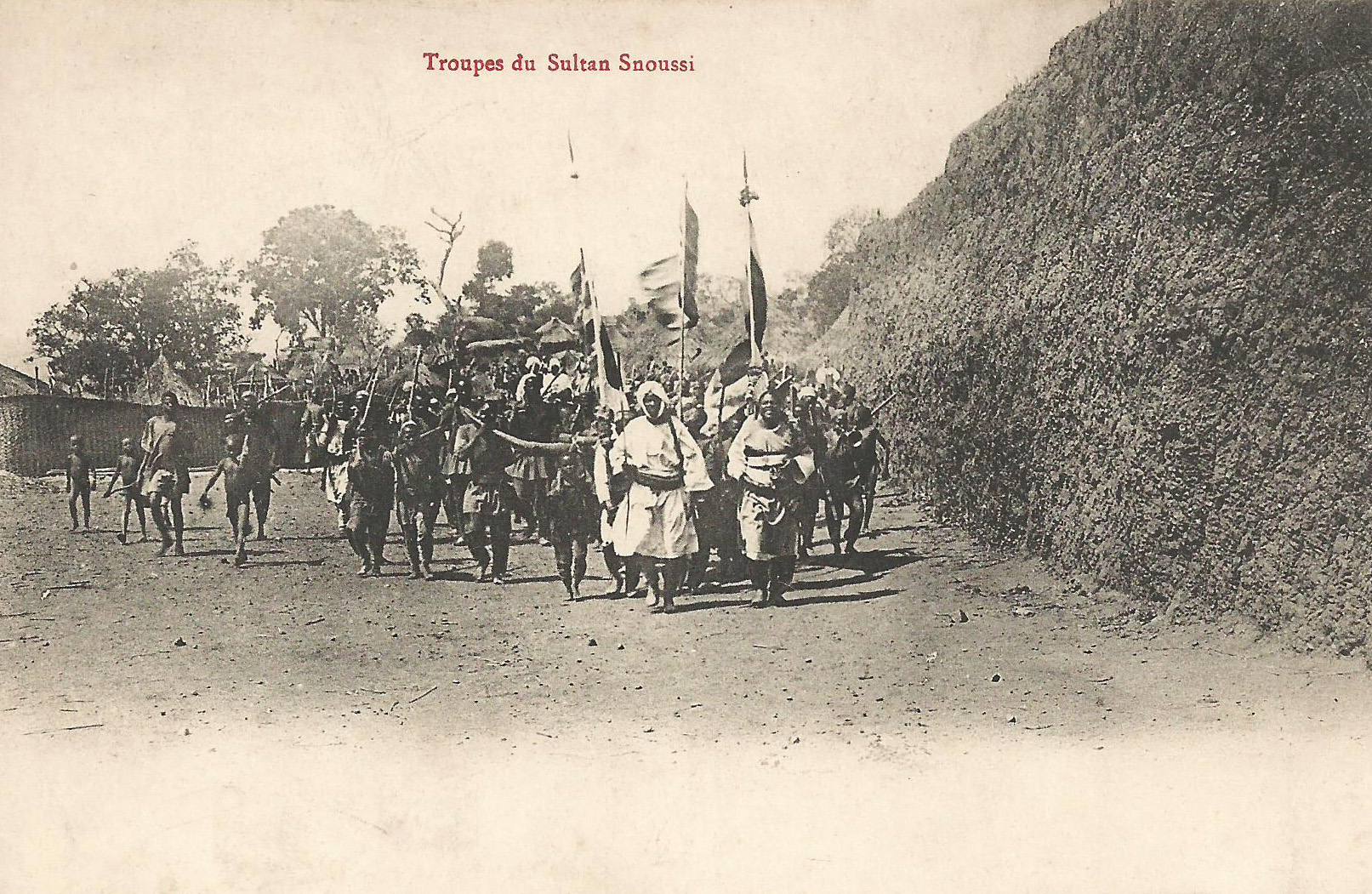
Maomé Assanussi reunindo suas tropas perto da tata fortificada em N'Délé

Em 1890, procurando um vassalo mais complacente, Rabi depôs Cobur e instalou seu sobrinho, Maomé Assanussi, como xeque de Dar Alcuti e Dar Runga  :112, consolidando a aliança com um casamento entre seu filho Falalá e a filha de Sanussi, Khadija. Maomé Assanussi, nascido por volta de 1850 em Uadai, era membro da ordem Senussi. Nos anos que se seguiram, Rabi continuou a consolidar e expandir a autoridade de Sanussi. Quaisquer ameaças potenciais ao seu governo por parte de Cobur foram neutralizadas e a esfera de influência de Dar Alcuti expandiu-se para incluir grande parte da moderna República Centro-Africana. Dar Alcuti era tributário de Uadai antes de 1890, e seus antigos senhores não aceitaram a tomada de controle por Rabi sem resistência. Em outubro de 1894, o aguid de Uadai, Xarifadim, atacou e destruiu Chá, a capital, forçando Sanussi a manter uma corte itinerante por dois anos até que ele finalmente fundou um novo assentamento fortificado, ou tata, em N'Délé .
Na década de 1890, Dar Alcuti começou a sofrer pressão do Império Francês. Vários exploradores se aventuraram nesta parte da África, buscando rotas para ligar as bacias dos rios Ubangi e Chari. Vários deles, incluindo Léon de Poumayrac e fr:Alfred Fourneau, chegaram a áreas próximas a Dar Alcuti e, em 1891, o explorador Paul Crampel foi morto junto com seus companheiros por Assanussi. 
Em 28 de agosto de 1897, Sanussi concordou com o estabelecimento de um protetorado francês sobre Dar Alcuti por meio de um tratado de comércio e aliança assinado com Émile Gentil. O tratado foi revisado duas vezes, em 18 de fevereiro de 1903 e 26 de janeiro de 1908, mas Dar Alcuti manteve sua independência até a morte de Sanussi em 12 de janeiro de 1911. Ele deixou pelo menos dois filhos, Camum, que assumiu o trono, e Cangaia, assim como a filha, Hadia, que se casou com Fadlallah.

### Anexação francesa
Após a morte de Assanussi, os franceses decidiram que havia chegado o momento de assumir controle direto sobre Dar Alcuti. Camum fugiu para Ouanda Djallé, ao leste, e continuou resistindo às forças francesas até 17 de dezembro de 1912, quando Ouanda Djallé foi tomada pelo capitão Frânces Souclier e Camum partiu para o exílio no Sudão.  Após a absorção no território colonial francês de Ubangui-Chari, Dar Alcuti tornou-se uma divisão administrativa (circunscrição) e, entre 1937 e 1946, um departamento . Desde 1946, a região é conhecida como Distrito Autônomo de N'Délé (1946-1961), Prefeitura Autônoma de N'Délé (1961-1964) e, depois de 1964, como Prefeitura de Bamingui-Bangoran.